# أرتامين
أرتامين، أو سايروس العظيم هي سلسلة روائية باللغة الفرنسية، نشرت في الأساس في عشرة إصدارات في القرن السابع عشر الميلادي. تنسب صفحة العنوان العمل لجورج دي سكوديري، لكنه أيضاً ينسب لشقيقته مادلين دي سكوديري. تتكون هذه السلسلة الروائية من 1,954,300 كلمة، ما يجعلها إحدى أطول الروايات المنشورة على الإطلاق.
استقت\استقى سكوديري المراجع الكلاسيكية الكبرى وكان مصدر مادة الرواية من تاريخ هيرودوتس ومن سايروبايديا لزينوفون. كما أخذ عن فلوطرخس وجستن (مؤرخ) وبولياينوس وبليني وسترابو وأوفيد والإنجيل. لكن الرواية كانت مفتاحاً لشخصيات معاصرة.

## وصلات خارجية
- Artamène.org: الرواية كاملة
- "Artamenes, or, The Grand Cyrus". Early English Books Online, Text Creation Partnership, University of Michigan, Ann Arbor. مؤرشف من الأصل في 2019-12-08. ترجمة إنجليزية معاصرة